# Saqqara

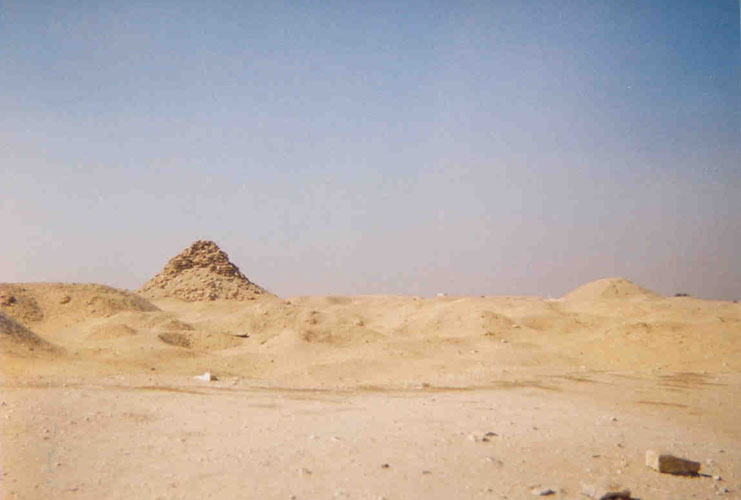
Ruïnes de la piràmide d'Userkaf a Saqqara.

Saqqara és una gran necròpolis situada prop de Memfis, al sud del Caire; va estar en ús des de la dinastia I (3050 aC) fins a l'època cristiana (540).
El monument més conegut n'és la piràmide esglaonada de Djoser, construïda durant la tercera dinastia, així com la piràmide arruïnada del faraó Userkaf, de la dinastia V, situada a l'esquerra.
Saqqara pot ser visitada i s'hi poden veure les tombes de l'Imperi Antic. Les més importants són les del faraó Teti (dinastia VI), la del ministre Kagemni (que va governar sota tres faraons diferents) i el Serapeum, el lloc d'enterrament dels bous consagrats al déu Ptah, que va estar en ús durant l'Imperi Nou i fins al període ptolemaic. S'hi han trobat uns 20 sarcòfags. Molt a prop, hi ha la piràmide d'Unas, on es troben els primers jeroglífics gravats en una piràmide.
L'any 2019 uns arqueòlegs hi van descobrir una tomba molt ben preservada i colorida, que data del 2000 aC i va ser construïda durant la cinquena dinastia, pertanyent a un dignatari anomenat Khuwy. També hi van trobar la seva tomba i vasos canopis.

## Edificacions més importants
- Necròpolis amb mastabes de tova dels faraons de la dinastia I.
- Tombes dels faraons de la dinastia II.
- Complexos funeraris de Djoser i Sekhemkhet, de la dinastia III.
- L'anomenada «mastaba del faraó», o piràmide de Shepseskaf, de la dinastia IV.
- Piràmides d'Userkaf, Djedkare i Unas, de la dinastia V.
- Piràmides de Teti, Pepi I, Merenre I i Pepi II de la dinastia VI.
- Mastabes dels cortesans Ti, Nebet, Unisankh, Iynefert, Mehu, Akhethotep, Mereruka, Idut, Ptahhotep i Akhuthotep, Neferptah, Kagemni, Niankhnumi i Khnumhotep.
- El Serapeum, lloc d'enterrament dels bous sagrats d'Apis.

## Situació de les edificacions
- Saqqara (Google Maps) 29° 52′ 16″ N, 31° 12′ 59″ E / 29.87111°N,31.21639°E
- Saqqara: Piràmide de Djoser (Google Maps) 29° 52′ 17″ N, 31° 12′ 59″ E / 29.87139°N,31.21639°E
- Saqqara: Piràmide de Teti (Google Maps) 29° 52′ 30″ N, 31° 13′ 17″ E / 29.87500°N,31.22139°E
- Saqqara: Piràmide d'Userkaf (Google Maps) 29° 52′ 24″ N, 31° 13′ 07″ E / 29.87333°N,31.21861°E
- Saqqara: Piràmide d'Unas (Google Maps) 29° 52′ 05″ N, 31° 12′ 53″ E / 29.86806°N,31.21472°E

## Patrimoni de la Humanitat
L'any 1979, el conjunt de Memfis amb les seves necròpolis i camps de piràmides (Guiza, Abusir, Saqqara i Dashur) va ser declarat Patrimoni de la Humanitat per la UNESCO, amb el nom de Memfis i la seva necròpolis, que abasta les zones de les piràmides, des de Guiza fins a Dashur.